# Opernfestspiele Kyōto
Die Opernfestspiele Kyōto (japanisch '響の都'オペラの祭典 Kyō no Miyako – Opera no Saiten, dt. etwa „Opernfestspiel Hauptstadt des Klangs“ englisch abweichend „Kyoto Opera Festival“) sind ein seit 2013 in Kooperation mit Italien veranstaltetes Opernfestival in Kyōto, Japan.

## Überblick
In einer Pressekonferenz vom 21. Oktober 2013 verkündeten Daisaku Kadokawa, Bürgermeister der Stadt Kyōto und Francesco Ernani, Direktor des Teatro Comunale di Bologna gemeinsam ein Opernfestival durchführen zu wollen. Bereits zwei Tage später, am 23. Oktober wurden unter der Leitung von Yoshida Hirofumi im dazu bestuhlten Kiyomizu-dera zwei Werke aufgeführt, je eines vom Teatro Comunale di Bologna und eines des „Fördervereins für japanische Künste“ (日本芸術振興協会 Nihon Geijutsu Shinkō Kyōkai).
Die unterschiedliche englische und japanische Bezeichnung der Veranstaltung geht auf ein Wortspiel mit dem Gleichklang der ersten Silbe „Kyō“ des Veranstaltungsortes Kyōto mit der Onyomi-Lesung des Wortes Hibiku oder Hibiki (響, Echo, Klang) zurück. Zudem bedeutet das zweite Schriftzeichen von Kyōto (京都) „Hauptstadt“ (Bestandteil der japanischen Bezeichnung in der Kunyomi-Lesung: miyako).
Gespielt wurden:
- Ongaku no sensei (音楽の先生) und
- Don Quichotte
- Inszenierung von Gabriele Marchesini
- Orchester des Teatro Comunale di Bologna unter der Leitung von Hirofumi Yoshida
- Sänger: Antonella Colaianni (Mezzosopran), Aldo Caputo (Tenor)[1]

Die zweite Aufführung fand am 19. und 21. September erneut im Kiyomizu-dera und dazu in der Burg Nijō statt. Gespielt wurde Puccinis Madama Butterfly.